# Ljudevit Farkaš Vukotinović
Liudevit Farkaš Vukotinović (Zagreb, 13 de enero de 1813 - ibíd, 17 de marzo de 1893 ) fue un geólogo, político, poeta, naturalista croata. Provenía de una familia noble.
Nació en la calle Mletacka 10, de Zagreb.
Propuso una de las banderas croatas. Fue novelista y dramaturgo, y participó activamente en botánica, y en mineralogía. Junto con Josip Schlosser publica una lista de todas las especies vegetales conocidas en Croacia, y mencionan algunas por entonces desconocidas.
También fue un destacado investigador en el campo de las ciencias naturales y además escribió sobre las condiciones geológicas en las regiones de Lika, Samobor, Zagreb y Moslavačkoj gori. Autor del primer mapa geológico, fue claramente evolucionista.
Fue editor de Leptir (Mariposas) de 1859 a 1861.

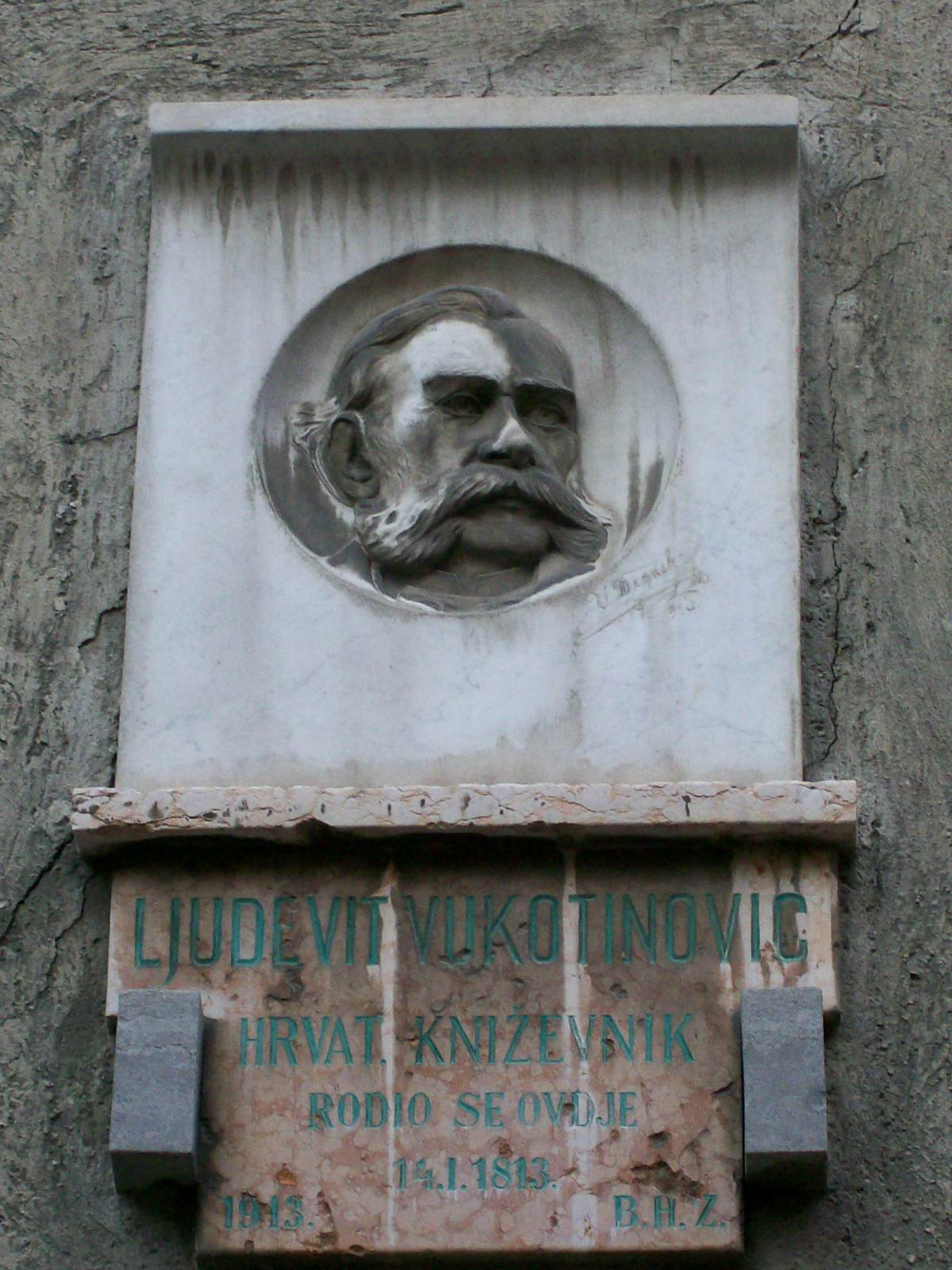
Placa en su lar natal

## Algunas publicaciones
- Pjesme i pripovijetke (Poemas y Novelas). 1838 -1840
- Ruža i trnje (Rosas y Espinas) 1842
- El Pasado Croata-Húngaro 1844
- Pjesme (Poems), 1847
- Trnule, 1862
- Podobe hrvatskih hrastovih okoline zagrebačke (Árboles de Robles de Croacia en el área de Zagreb)

## Honores
Fue uno de los primeros electos miembros de la "Academia Yugoslava de Ciencias y Artes", en 1866.
Fue elegido honorable miembro de la Ciudad. Y en su honor, se nombró una calle de Križevci.
- La abreviatura «Vuk.» se emplea para indicar a Ljudevit Farkaš Vukotinović como autoridad en la descripción y clasificación científica de los vegetales.[1]